# Rosa (hoorspel)
Rosa is een hoorspel van Jules de Leeuwe. De NCRV zond het uit op vrijdag 29 maart 1968. De regisseur was Ab van Eyk. De uitzending duurde 89 minuten.

## Rolbezetting
- Fé Sciarone (Rosa)
- Paul van der Lek (Robert Huising)
- Wam Heskes (Filip Romea)
- Paula Majoor (Jantine Helwer)
- Jan Borkus (inspecteur John Beer)
- Robert Sobels (inspecteur Henk Beer)
- Elly den Haring (Lida)
- Joke Hagelen (Hermie)
- Willy Ruys (commissaris Wiegersma)
- Jan Wegter (adjunct-inspecteur Cajetaan)
- Han König (notaris Ruperdink)
- Hans Karsenbarg (Jean Wallee)
- Donald de Marcas (José & Jacob Noot)
- Hetty Berger (Clara)
- Martin Simonis (Engelbart Jongelink)
- Jan Verkoren (Sjaak)
- Piet Ekel (ober & brigadier Dijkhuis)
- Trudy Libosan (Fie Dorema)
- Jaap Hoogstraten (liftboy & jongetje)

## Inhoud
Schijnbaar heeft de bejaarde en rijke oom Filip Romea zijn beide nichten Rosa en Jantine als enige erfgenaam in zijn testament aangewezen. Nu speelt in de geschiedenis der mensheid het testament altijd een zeer belangrijke rol. Bovendien is een dergelijk stuk geen contract, maar van moment tot moment kan het door de erflater worden gewijzigd en hierin schuilen dan weer verrassende facetten die de auteur hier tot een spannende story heeft samengevoegd. Nicht Rosa is aanvankelijk op huwelijkse voorwaarden getrouwd met ingenieur Robert Huising, maar wenst alweer spoedig te scheiden en te trouwen met Jean Wallee, een ietwat sinistere figuur. Inmiddels is nicht Jantine - ook al erfgename van miljoenen - onder verdachte omstandigheden in een openbaar zwembad verongelukt. Het is notaris Ruperdink niet gelukt haar blijvend te beschermen. Zou de nieuwe echtgenoot in spe van nicht Rosa hier meer van weten? En waarom was Jean Wallee verdwenen toen Rosa op weg was naar zijn huis? Was hij werkelijk gesignaleerd met de knecht van notaris Ruperdink, die het testament in bewaring had? En wat stond er dan nog meer in het testament? Wel jammer ten slotte, dat door dergelijke manipulaties de fiscus altijd nog het beste uit de bus komt. Of had Rosa alleen maar een nare droom?